# ماری میسامو
ماری میسامو (۱۶ نوامبر ۱۹۷۴–۱۶ ژانویه ۲۰۱۶) با نام اصلی ماری میسامو نگولو، خواننده و آهنگساز اهل کنگو بود. او در ۱۶ نوامبر ۱۹۷۴ در کینشاسا به دنیا آمد و در ۱۶ ژانویه ۲۰۱۶ در همان شهر درگذشت.

## اوایل زندگی
ماری میسامو از یک خانواده هشت‌فرزندی بود. او از ۱۱ سالگی خوانندگی را آغاز کرد. پس از مدرسه، دوستانش دور او جمع می‌شدند تا به صدای زیبایش گوش دهند. بعدها، او سبک گاسپل را همراه با اوانجلیست دبابا پرورش داد. او در آلبوم برادر دل (موسامالیه) همکاری کرد و سپس با خود دبابا آلبوم نظیره، آن دختر کیست؟ را منتشر نمود. در این آلبوم، آهنگ Reconnaissance باعث شد ماری میسامو در میان مردم جمهوری دموکراتیک کنگو، کنگو-برازاویل و دیگر کشورها شناخته شود.
او در ۱۹ سالگی ازدواج کرد و در مه ۱۹۹۴ دخترش روث را به دنیا آورد. با انتشار آلبوم نظیره، آن دختر کیست؟، ماری میسامو نامی برای خود ساخت و به موفقیت دست یافت. صدای منحصربه‌فرد، سوابق درخشان، سبک متمایز و استعداد چندبعدی‌اش، او را فراتر از مرزهای کنگو مشهور کرد. سباستین فتح، مورخ، او را «پیشگام بزرگ این تاریخ جدید انجیل آفریقایی که روزی نوشته خواهد شد» می‌دانست.
در اوایل سال ۲۰۱۶، او در برنامه‌ای از BestAfrica Radio که از B-One TV پخش می‌شد، بازنشستگی و احساس ناامنی خود را اعلام کرد. متأسفانه، او در ۱۶ ژانویه ۲۰۱۶ بر اثر بیماری قلبی درگذشت.
ماری میسامو علاوه بر موسیقی، یک صاحب‌سبک، مدل‌ساز، خیاط و دکوراتور بود. او حتی در یک فیلم نیز بازی کرد و در آن با فلیکس وازکوا همکاری داشت. پس از مرگش، در جمهوری دموکراتیک کنگو بحث‌هایی دربارهٔ تفاوت بین موسیقی مذهبی (مسیحی) و موسیقی غیرمذهبی (موسیقی جهانی) شکل گرفت، چرا که ماری میسامو با هر دو حوزه درگیر بود و از استقبال هنرمندان غیرمذهبی که به او ادای احترام می‌کردند، شگفت‌زده می‌شد.

## حرفه موسیقی
ماری میسامو پس از همکاری با برادر دیکا امباکی کلود، معروف به برادر دبابا، و شرکت در چندین کنسرت، تصمیم گرفت مسیر حرفه‌ای انفرادی را دنبال کند. او در سال ۲۰۰۳ آلبوم «Béatitudes, est-ce que?» را منتشر کرد که به دلیل ماهیت بین‌المللی‌اش موفقیت چندانی کسب نکرد.
در سال ۲۰۰۴، فعالیت انفرادی او با انتشار آلبوم «Mystère du Voile» شتاب گرفت. این آلبوم شامل ترانه‌هایی مانند «Eh Yahweh» (با همراهی مایک کالامبای)، «Reconnaissance", "Bilaka» و دیگر قطعات بود. این اثر که به زبان لینگالا ضبط شده بود، به‌عنوان یکی از بهترین آلبوم‌های موسیقی مسیحی در جمهوری دموکراتیک کنگو شناخته شد و به کشورهای دیگر جهان نیز راه یافت. این موفقیت باعث شد ماری میسامو در سال ۲۰۰۵ به رویداد «Muana Mboka Awards» در کینشاسا دعوت شود.
در سال ۲۰۰۶، ماری میسامو برای ترویج پیام الهی و متحد کردن مسیحیان، به توری بین‌المللی رفت. پس از بازگشت به کینشاسا، او در چهارمین دوره این رویداد برای دومین بار مورد تقدیر قرار گرفت. او در سال ۲۰۰۸ آلبوم «Mystère du Voile (جلد ۲)» را منتشر کرد که شامل ترانه‌هایی مانند «Salela ngai bikamwa", "Masolo ya kati", "Associé» و دیگر قطعات بود. او در این دوران با هنرمندانی مانند چارلز مومبایا همکاری کرد و کنسرت‌هایی در آفریقا و اروپا برگزار نمود.
ماری میسامو تا سال ۲۰۱۴ آلبوم جدیدی منتشر نکرد تا اینکه سومین قسمت این مجموعه با عنوان «Mystère du Voile, جلد ۳: La Resurrection» را عرضه کرد. در این آلبوم، او در ترانه «Resurrection» همراه با دخترش روث میسامو خواند. از دیگر قطعات این آلبوم می‌توان به «Saison", "Reconnaissance» و «Nzambe ya Ba defis» اشاره کرد که برخی از آن‌ها دارای موزیک‌ویدئو بودند.
ماری میسامو در طول زندگی حرفه‌ای خود هفت آلبوم انفرادی منتشر کرد: Nazhirea، آن دختر کیست؟
Vallée ya Bacca Beatitudes, est-ce que? Mystère du Voile Mystère du Voile (جلد ۲) Face B Elonga (100% Adoration) Mystère du Voile: La Resurrection
علاوه بر این‌ها، او در بیش از ۹ آلبوم دیگر به‌عنوان همکار یا مهمان حضور داشت و میراثی غنی از موسیقی مذهبی و الهام‌بخش را از خود به جای گذاشت.

## دیسکوگرافی
آلبوم‌های استودیویی
- نظیره، آن دختر کیست؟ (۱۹۹۸)
- Vallee ya Bacca (1999)
- ما پریر (۲۰۰۱)
- Béatitudes, est-ce que ? (2003)
- Mystere du Voile (2004)
- Mystère du Voile (جلد ۲) (۲۰۰۸)
- Face B Elonga (100% Adoration) (2011)
- Mystère du Voile 3: La Resurrection (2014)